# Dragan Šolak (Unternehmer)
Dragan Šolak (* 19. Juli 1964 in Kragujevac) ist ein serbisch-maltesischer Unternehmer, Milliardär und Medienmogul. Er ist Gründer und Mehrheitseigentümer des Medienhauses United Group. Sein Nettovermögen wurde auf 1,22 Milliarden Euro geschätzt und ab 2021 galt er als der reichste Mann Serbiens.

## Leben
Šolak studierte in Belgrad. Als Serienunternehmer war Dragan noch nie bei einem Unternehmen angestellt, das er nicht selbst gegründet hatte. 1990 gründete Šolak die Filmproduktions- und Vertriebsfirma VANS, eines der ersten Produktionsunternehmen in Jugoslawien. Im Jahr 2000 gründete er in seiner Heimatstadt ein lokales Kabelfernsehnetz, das später mit internationaler Finanzierung wuchs. 2000 wurde aus diesem Netzwerk die United Group. Im Jahr 2003 war das Unternehmen der erste Betreiber, der schnelles Breitband in Serbien einführte.
Im Jahr 2022 wurde er Hauptinvestor bei Sport Republic, einer in London ansässigen Investmentfirma in der Sport- und Unterhaltungsbranche. Im selben Jahr akquirierte Sport Republic den britischen Premier-League Fußballverein FC Southampton. Šolak erwarb dabei 80 % der Geschäftsanteile der chinesischen Geschäftsfamilie Gao und ist seitdem Hauptanteilseigner des Clubs. Die Übernahme von Göztepe Izmir in der Türkei folgte im August 2022.
Šolak ist Golfspieler und besitzt mehrere Golfplätze in Serbien und Westeuropa.